# When Love Is Not Enough: The Lois Wilson Story
When Love Is Not Enough: The Lois Wilson Story är en kanadensisk långfilm från 2010 i regi av John Kent Harrison. Filmen är baserad på en sann historia.

## Handling
Lois gifter sig med Bill Wilson i tron att de kan skapa ett bra liv tillsammans, men hennes dröm går i kras då Bill visar sig ha alkoholproblem. Lois gör allt hon kan för att hjälpa honom ta sig ur alkoholens grepp, men ingenting hon tar sig för verkar hjälpa.
Med tiden börjar Bill umgås med andra personer med samma problem och finner hjälp den vägen, och snart grundas Anonyma Alkoholister.

## Om filmen
En biografi om Lois Wilson av William G. Borchert ligger till grund för filmen, som tilldelades ett Prism Award och nominerades till åtta andra priser. Filmen berättar den sanna historien om hur Anonyma Alkoholister blev till.

## Rollista, ett urval
- Winona Ryder - Lois Wilson
- Barry Pepper - Bill Wilson
- John Bourgeois - Dr. Clark Burnham
- Rosemary Dunsmore - Matilda Burnham
- Sarah Dodd - Sue
- Lynne Griffin - Annie Smith